# Reglas del marqués de Queensberry

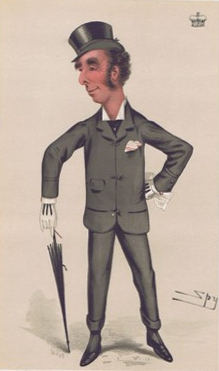
Caricatura de John Sholto Douglas, IX marqués de Queensberry, el subtítulo dice: «Un buen peso ligero».

Las reglas del marqués de Queensberry (en inglés, Marquess of Queensberry Rules), o simplemente como reglas de Queensberry (en inglés, Queensberry Rules), son un código de normas generalmente aceptadas en el boxeo, se les llama así porque fueron respaldadas públicamente por John Sholto Douglas, IX marqués de Queensberry. Del código de normas en que se basa el boxeo moderno, fue en las reglas de Queensberry donde se mencionó por vez primera el uso de los guantes de boxeo. Estas reglas estaban destinadas para ser usadas en peleas profesionales y de aficionados, lo que las separaba de las menos populares American Fair Play Rules, que eran destinadas estrictamente a los combates de aficionados. En la cultura popular, el término se utiliza a veces para referirse a una sensación de deportividad y juego limpio.

## Historia
La normativa para el boxeo fue escrita por el galés John Graham Chambers, redactada en la ciudad de Londres en 1865 y publicada como Las reglas de Queensberry para el deporte del boxeo en 1867. Este código de reglas reemplazó las Revised London Prize Ring Rules de 1853, que habían substituido a las originales London Prize Ring Rules de 1743, escritas por Jack Broughton.
Esta versión convenció a los boxeadores de que «no deben luchar simplemente por ganar; seguir sin reglas no es el camino; deben ganar según las reglas». Uno de los primeros en luchar según las reglas de Queensberry fue Jem Mace, que ganó el título inglés de peso pesado conforme a estas reglas en 1861. En 1889, las reglas de Queensberry entraron en uso en los Estados Unidos y Canadá.

## Reglas
Las reglas de Queensberry consistían en los siguientes doce puntos:
1. La competencia deberá llevarse a cabo en un cuadrilátero cuadrado de 24 pies (7,3 m) de lado o tan cerca de ese tamaño como sea posible.
2. No se permite la lucha cuerpo a cuerpo o los abrazos.
3. Los asaltos tendrán una duración de tres minutos y con un minuto entre ellos.
4. Si un hombre cae por debilidad o por otra causa, debe levantarse sin ayuda y tendrá diez segundos para hacerlo. El oponente mientras tanto deberá volver a su esquina y cuando el hombre caído esté de pie continuará el asalto hasta que los tres minutos hayan expirado. Si un hombre falla en levantarse en los 10 segundos establecidos, estará en poder del árbitro dar el triunfo en favor del oponente.
5. Un hombre que se apoya sobre las cuerdas en estado desvalido, con las puntas de los pies sin tocar el suelo, será considerado caído.
6. Ni a un integrante de las esquinas, ni a cualquier otra persona le será permitido permanecer en el ring durante los asaltos.
7. Si la competencia debe ser interrumpida por cualquier interferencia inevitable, el árbitro debe indicar lo antes posible, fecha y lugar para terminar la competición; de modo que el combate sea ganado y perdido, a no ser que los partidarios de ambos contrincantes estén de acuerdo con el empate.
8. Los guantes de boxeo deberán ser del tamaño adecuado, de la mejor calidad y nuevos.
9. Si un guante se rompe o se daña, deberá ser sustituido a satisfacción del árbitro.
10. Un hombre con una rodilla en la lona es considerado caído y de ser golpeado tiene derecho a considerarse empate.
11. No se permiten zapatos o botas con clavos o pinchos.
12. La competencia en todos los otros aspectos será regida según la revisión de las London Prize Ring Rules.